# Friedrich Lübbert
Friedrich Lübbert (Bobzin, 26 maart 1818 – Brandenburg an der Havel, 15 januari 1882) was en Duits componist, militaire kapelmeester en hoboïst.

## Levensloop
Hij was hoboïst in en later kapelmeester van de militaire muziekkapel van het fuseliers regiment nr. 35 uit Brandenburg an der Havel. Dit regiment was en bepaalde tijd in Luxemburg gestationeerd. Voor dit Pruisische regiment had de toenmalige commandeur een compositiewedstrijd afgehouden. De winner van deze wedstrijd was de kapelmeester Friedrich Lübbert, die zijn in 1857 gecomponeerde mars Zwart en wit - naar de Pruisische vlag benoemd - had ingezonden. Nadat hij deze wedstrijd had gewonnen, veranderde hij de titel en vernoemde hem naar de vrouw van zijn commandeur, Helene von Hülsen, als Helenenmarsch